# Hadi Saei Bonehkohal
Hadi Saei Bonehkohal (Wardak, 10 juni 1976) is een Iranees taekwondoka. Saei won twee keer olympisch goud en één olympisch brons, met deze drie olympische medailles is hij de meest gelauwerde Iraniër.

## Palmares

### Klasse tot 68 kg
- 2000: OS
- 2004: OS

- 1999: WK
- 2003: WK
- 2005: WK
- 2007: WK

### Klasse tot 80 kg
- 2008: OS

2000: Steven Lopez ·
2004: Hadi Saei Bonehkohal ·
2008: Son Tae-jin ·
2012: Servet Tazegül ·
2016: Ahmad Abughaush ·
2020: Ulugbek Rashitov ·
2024: Ulugbek Rashitov
2000: Angel Matos ·
2004: Steven López ·
2008: Hadi Saei Bonehkohal ·
2012: Sebastián Crismanich ·
2016: Cheick Sallah Cisse ·
2020: Maksim Chramtsov ·
2024: Firas Katoussi